# تشارلي هاربر (مغني)
تشارلي هاربر (بالإنجليزية: Charlie Harper)‏ هو عازف قيثارة ومغني بريطاني، ولد في 25 مايو 1944 في حي هكني في لندن في المملكة المتحدة.

## وصلات خارجية
- تشارلي هاربر على موقع IMDb (الإنجليزية)
- تشارلي هاربر على موقع ميوزك برينز (الإنجليزية)
- تشارلي هاربر على موقع أول ميوزيك (الإنجليزية)
- تشارلي هاربر على موقع ديسكوغز (الإنجليزية)
- تشارلي هاربر على موقع قاعدة بيانات الفيلم (الإنجليزية)